# Clube de Ciclismo de Tavira/Saison 2015
Dieser Artikel listet Erfolge und Fahrer des Radsportteams Clube de Ciclismo de Tavira in der Saison 2015 auf.

## Erfolge in der UCI Europe Tour
Bei den Rennen der  UCI Europe Tour im Jahr 2015 gelangen dem Team nachstehende Erfolge.
| Datum    | Rennen                      | Kat. | Fahrer         |
| -------- | --------------------------- | ---- | -------------- |
| 26. März | 2. Etappe Volta ao Alentejo | 2.2  | Manuel Cardoso |

## Abgänge – Zugänge
| Zugänge         | Team 2014         | Abgänge        | Team 2015     |
| --------------- | ----------------- | -------------- | ------------- |
| Ricardo Mestre  | Efapel-Glassdrive | Igor Silva     | Unbekannt     |
| Fabio Rodrigues | Efapel-Glassdrive | João Rodrigues | Unbekannt     |
|                 |                   | Bruno Sancho   | Unbekannt     |
|                 |                   | Dário António  | Unbekannt     |
|                 |                   | Mário Carvalho | Unbekannt     |
|                 |                   | José Cruz      | Unbekannt     |
|                 |                   | Amaro Antunes  | Louletano-Ray |

## Mannschaft
| Name              | Geburtstag         | Nationalität |
| ----------------- | ------------------ | ------------ |
| Manuel Cardoso    | 7. April 1983      | Portugal     |
| Henrique Casimiro | 22. April 1986     | Portugal     |
| David Livramento  | 18. Dezember 1983  | Portugal     |
| Daniel Mestre     | 1. April 1986      | Portugal     |
| Ricardo Mestre    | 11. September 1983 | Portugal     |
| Diogo Nunes       | 3. April 1989      | Portugal     |
| João Pereira      | 14. Juni 1989      | Portugal     |
| Valter Pereira    | 22. Februar 1990   | Portugal     |
| Rafael Reis       | 15. Juli 1992      | Portugal     |
| Fabio Rodrigues   | 30. September 1996 | Portugal     |